# Castle Newe

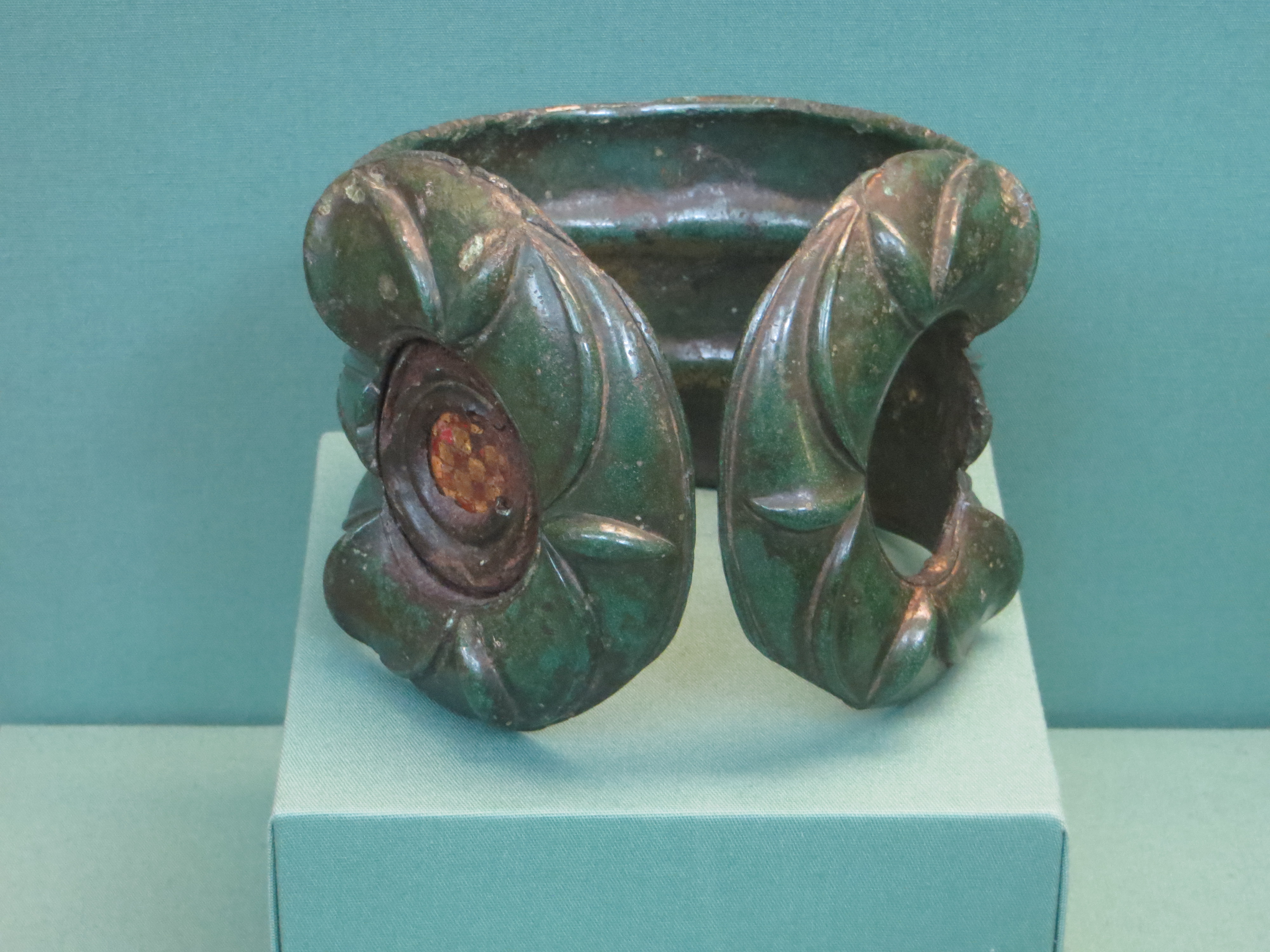
Messingarmband von Castle Newe (50–200 n. Chr. - im Britisch Museum)

Castle Newe war ein befestigtes Landhaus in Strathdon in der schottischen Council Area Aberdeenshire.
1831 ließ es Archibald Simpson (1790–1847) auf Basis eines alten Wohnturms mit Z-förmigem Grundriss aus dem Jahre 1604 erbauen. Es hatte Türme mit quadratischem Grundriss, ähnlich wie Glenbuchat Castle.
Das Landhaus wurde 1927 abgerissen und die Bausteine zum Bau der Elphinstone Hall, einem Gebäude der University of Aberdeen, verwendet. Die frühere Remise von Castle Newe wird heute House of Newe genannt; dort kann man Möbel des früheren Landhauses sehen. Castle Newe gehörte dem Clan Forbes.